# Norops allogus
Norops allogus este o specie de șopârle din genul Norops, familia Polychrotidae, ordinul Squamata, descrisă de Thomas Barbour și Ramsden 1919. Conform Catalogue of Life specia Norops allogus nu are subspecii cunoscute.